# Joachim Heidorn
Joachim Heidorn (* 1951 in Hannover) ist ein deutscher Diplomat.

## Leben
Heidorn absolvierte nach dem Abitur 1971 am Schiller-Gymnasium in Hannover ein Studium an der Philipps-Universität Marburg und legte dort 1981 seine Promotion mit einer Dissertation zum Thema Legitimität und Regierbarkeit. Studien zu den Legitimitätstheorien von Max Weber, Niklas Luhmann, Jürgen Habermas und der Unregierbarkeitsforschung ab.
Im Anschluss trat er in den auswärtigen Dienst ein. Zuletzt war Heidorn bis 2011 Botschafter der Bundesrepublik Deutschland in Jordanien. In seiner Amtszeit wurde gemeinsam mit dem jordanischen Staatsoberhaupt Prinz Feisal Ibn Al-Hussein das 50-jährige Bestehen der deutsch-jordanischen Zusammenarbeit mit dem Abschluss von Verträgen über weitere Projekte begangen. Zudem kümmerte er sich auch um sportliche Beziehungen zwischen beiden Ländern, u. a. empfing er eine Mannschaft des deutschen Frauenfußballs nach einem Freundschaftsspiel.
Sein Nachfolger im Amt des Botschafters in Amman wurde Ralph Tarraf. Von 2011 bis 2013 war Heidorn Botschafter auf den Philippinen.